# Drapelul Monarhiei Habsburgice
Începând din zilele domniei lui Rudolf de Habsburg (1273-1291) și odată cu Tratatul de la Rheinfelden din 1283, combinația roșu-alb-roșu a fost considerată a fi culorile austriece folosite de dinastia conducătoare de Habsburg. Cu toate acestea, drapelul național (într-un sens modern) al Monarhiei Habsburgice austriece, la fel ca drapelul ulterior al Imperiului Austriac și drapelul Cisleithaniei până în 1918, a fost format din combinația negru-galben. Acestea au fost culorile oficiale ale Casei Imperiale de Habsburg și au fost derivate în parte din stindardul Sfântului Imperiu Roman.
În perioada domniei împăratului Iosif al II-lea, Marina Imperială Austriacă, ulterior Austro-Ungară, a folosit un steag naval (Marineflagge) care includea culorile roșu-alb-roșu și conținea un scut format din culori similare. Ambele steaguri au ieșit din uz după destrămarea Austro-Ungariei în 1918 și statul nou-format Austria Germană a adoptat tricolorul roșu-alb-roșu ca drapel național. 
Astăzi, acest drapel este similar cu steagurile orașelor München (Germania) și Namur (Belgia).

## Vezi și
- Drapelul Austriei